# Instituto Mexicano del Sonido
Instituto Mexicano del Sonido (aussi abrégé IMS) est un groupe mexicain de rock, originaire de Mexico, dont l'unique membre est le DJ et producteur Camilo Lara. Avec des groupes comme Nortec Collective et Kinky, IMS fait partie d'un mouvement électronique mexicain en plein essor, qui encourage les fusions de musique folklorique et plus traditionnelle avec des sons modernes.

## Histoire
Le groupe est formé par le DJ et producteur Camilo Lara. La compilation annuelle de Noël de Camilo Lara, composée des meilleurs morceaux de l'année et des premières chansons d'Instituto Mexicano del Sonido (IMS), devient un objet de collection dans un marché niche.
Les chansons d'IMS sont présentées dans l'émission Ugly Betty d'ABC, dans la série télévisée Californication de Showtime, dans le film  Le Prix de la loyauté, dans une campagne publicitaire nationale de Dos Equis, et dans des jeux vidéo tels que FIFA 08 d'EA Games, qui présente El microfono, et Forza Horizon 5, qui met en scène Vamos. En Australie, Escríbeme pronto figure dans une publicité pour une glace en 2009.
Après quatre ans sans nouveau morceau, IMS sort son single Mi t-shirt de la NASA en prévision d'un cinquième album studio, Disco popular, qui sort le 3 novembre 2017. Enregistré en Jamaïque, au Mexique et aux États-Unis, il contient des apparitions de : La Yegros, Calexico et Orkesta Mendoza, Press Kay, Lorna, Toots Hibbert, Sly and Robbie, Pamputae & Ranco et Adan Jodorowsky. La même année, Camilo Lara est engagé comme consultant créatif pour le film d'animation Coco, sorti en 2017. Il aide le réalisateur Lee Unkrich « à naviguer dans tous les différents rythmes du Mexique [...] pour comprendre la géographie de la musique ». Il participe également à l'arrangement et à la production de nombreuses chansons du film et a assisté le compositeur Michael Giacchino. Dans le cadre d'IMS, Camilo fournit le morceau Jálale pour la bande-son du film et fait une apparition en tant que DJ squelette dans une scène de fête du film.
IMS contribue à une reprise de la chanson Sad but True de Metallica, avec les rappeurs La Perla et Gera MX, pour l'album hommage de charité The Metallica Blacklist, sorti en septembre 2021. Camilo Lara compose la musique du film de Plus tard, j'atteindrai les étoiles, sorti en 2023, une représentation de la vie et des réalisations de l'astronaute José M. Hernández.
En 2025, Lara est annoncée comme l'un des remixeurs du thème de la coupe du monde de football 2026, représentant Mexico.

## Discographie

### Albums studio
- 2006 : Méjico Máxico
- 2007 : Piñata
- 2009 : Soy Sauce
- 2012 : Politico
- 2015 : Compass
- 2017 : Disco Popular
- 2021 : Distrito Federal

### EP
- 2007 : Extra!Extra!Extra!
- 2010 : Suave Patria